# 美因河畔洛尔
美因河畔洛尔（德語：Lohr am Main，官方拼写为，發音：[ˈloːɐ̯ ʔam ˈmaɪn]）是德国巴伐利亚州下弗兰肯行政区美因-施佩萨特县的城市，面积90.42平方千米，2023年12月31日人口为15,353人。

## 友好城市
美因河畔洛尔与以下城市结为友好城市：
- 法國 维斯特雷阿姆[2]
- 義大利 布尔杰伊斯（英语：Burgeis）
- 波蘭 米利奇